# Victanapis
Victanapis là một chi nhện trong họ Anapidae.